# Aisemont
Aisemont (en wallon Ezemonts) est une section de la ville belge de Fosses-la-Ville située en Région wallonne dans la province de Namur. C'était une commune à part entière avant la fusion des communes de 1977.

## Toponymie
Aisemont signifie « dans les monts » en wallon (« ès les monts » ou « ès ès monts »).

## Géographie
Le village d'Aisemont est situé sur un plateau entre deux vallées. Son altitude est comprise entre 100 et 210 m . Le village est délimité au nord par la cuvette creusée par la carrière Carmeuse et au sud par la vallée du ruisseau de Fosses, affluent de la Sambre.
On rencontre plusieurs formations géologiques (de Neffe, de Terwagne et de Namur) principalement calcaires et dolomitiques au nord et sur le rebord du plateau d'Aisemont qui génèrent une importante activité extractive. Des grès et plus accessoirement les schistes et les stiltites de la formation du Condroz sont également présents sur le plateau où est situé le village.

## Évolution démographique
- Source: DGS, 1831 à 1970=recensements population, 1976= habitants au 31 décembre

## Histoire
Le site d'Aisemont est occupé dès l’époque Néolithique. La tribu gauloise des Lévaques s'y installe ensuite. Après la conquête de la Belgique par Jules César, une villa romaine est construite au lieu-dit Insèbamonts, à flanc de colline, vers la vallée de la Biesme (nommée à l'époque romaine « Bebrona »). En 1879, un petit cimetière mérovingien est découvert dans un coude de la Biesme au lieu-dit « La Spinette », laissant supposer que le premier village s’était installé dans la vallée. Le cimetière compte 34 tombes assez frustes, toutes étaient orientées (les têtes des défunts vers l'est), mais six seulement étaient recouvertes d'une dalle en pierre calcaire,.
Au Moyen Âge, Aisemont faisait partie de la principauté de Liège et du diocèse de Liège. Son destin était alors lié à la localité de Fosses-la-Ville dont il ne constituait qu'un hameau. La première mention des Monts dans le cartulaire de Borgnet date de 1319. 
En 1666, une chapelle dédiée à Saint-Joseph est bâtie et desservie par un prêtre de Fosses. Les offices y étaient assurés par un chapelain de Fosses. En 1732, le magistrat de Fosses donne un terrain pour y bâtir une maison pour un vicaire résidant.
En 1856, un vicaire de Fosses, l'abbé Demat à peine arrivé à Aisemont, crée un cimetière puis construit une église. Architecte et ébéniste, l'abbé Demat réalise lui-même une bonne partie de cet édifice. Aisemont devient ainsi une paroisse autonome en 1867.
Jusqu'à cette époque, Aisemont était resté une localité rurale où on élevait des chèvres sur les « tiennes » d'Aisemont. Pour cette raison, ils étaient surnommés les « Gadis » ou gardeurs de chèvres par les habitants des localités avoisinantes.
En 1872, Aisemont acquiert son indépendance administrative en tant que commune en se séparant de Fosses-la-Ville. Celle-ci se maintiendra jusqu'en 1977 quand Aisemont est réintégré à Fosses-la-Ville dans le cadre de la fusion des communes.
À la fin du XIXe siècle, Aisemont est relié au chemin de fer sur la ligne 150, de Tamines à Mettet. La liaison ferroviaire destinée aux voyageurs cesse son activité en août 1962. Il existe toujours une desserte marchandises du site Carmeuse d'Aisemont et un RAVeL a été installé sur le reste de la ligne 150A d'Aisemont à Anhée.
À partir de 1905, les « Carrières Boudjèsse » de la S.A. des Carrières et Fours à chaux d'Aisemont débutent leur activité d'extraction qui sera reprise ensuite par la société Carmeuse dont elles sont un des sièges les plus importants.
En 1972, est célébré le centenaire de l'indépendance de la commune d'Aisemont.

## Liste des bourgmestres de 1872 à 1977
- Léonard Lambot (1872-1879).
- Arsène Lambot (1879-1883).
- Désiré Anselot (1883-1885).
- Jean-Joseph Delvaux (1885-1890).
- Jean-Joseph Gillain (1891-1898).
- Jean-Joseph Mélan (1899- 1921).
- Arthur Materne (1921-1924).
- Arthur Rodrigue (1924-1932).
- Félix Delahaut (1933-1938).
- François Benoît (1939-1941 et 1944-1946). Destitué par les rexistes puis réintégré à la Libération.
- François Modave (1941-1944).
- Jules Colson (1947- 1958).
- Jules Georges (1959-1970).
- Jules Lenoir (1971-1976), remplacé pour cause de maladie par Fernand Migeot.

## Patrimoine et folklore

### Patrimoine architectural
- Église Saint-Joseph d'Aisemont : construite par l'abbé Demat et consacrée en 1869.
- Grotte dédiée à Notre-Dame de Lourdes : érigée en 1955 afin de protéger le village et les prisonniers et déportés envoyés à la guerre.
- Chapelle Sainte-Barbe : elle aurait été construite par les ouvriers de la carrière d'Aisemont.
- Borne-potale de Notre-Dame de Padoue : construite en 2008.
- Château Lambot d'Aisemont : de style néo-classique, il a été construit en 1860.

### Folklore
- Marche d'Aisemont :  marche militaire de l'Entre-Sambre-et-Meuse. Les racines de la marche sont anciennes : au XVIIIe siècle, il était mentionné que les gens des Monts marchaient avec Fosses. La compagnie d'Aisemont participait à la marche Saint-Feuillen de Fosses-la-Ville sous l'appellation de Compagnie des Monts puis de compagnie d'Aisemont, les uniformes étant du Deuxième Empire avant 1971. Depuis cette date, la marche Notre-Dame d'Aisemont a lieu annuellement chaque premier dimanche d'octobre. Les groupes sont désormais en costume du Premier empire napoléonien de grenadier, sapeur, artilleur, gendarme à cheval, vivandière, et infirmière 1914-1918[6].

## Enseignement
- École communale d'Aisemont : enseignement maternel et primaire.

## Économie

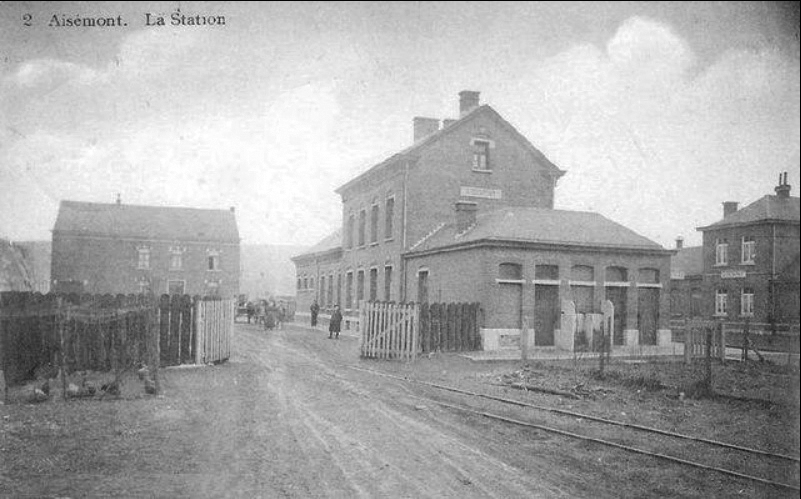
La gare d'Aisemont vers 1900.

La société Carmeuse, un des leaders mondiaux dans la production de chaux dispose d'une carrière d'extraction de calcaire sur le territoire d'Aisemont. Carmeuse produit ainsi sur son site des granulats mais aussi de la pierre calcaire très pure entrant, après passage dans un four à chaux, dans la production de sucre, de verre, d’acier, etc. En 2019, cette société a inauguré vendredi un parc photovoltaïque de 8 800 panneaux répartis sur 5 hectares sur son site d'Aisemont s'intégrant ainsi dans son processus de décarbonation. De nouveaux investissements sont en cours sur le site pour construire une unité de production de filler calcaire (la plus grande du Benelux) ainsi qu'une unité de production de broyage.  

### Tourisme vert
La ligne 150A du Réseau RAVel permet de relier en mobilité douce Aisemont à Anhée (dans la vallée de la Meuse).  

## Sport
- Jeu de balle : Sport Aisemont, vainqueur de la coupe de Belgique en 2024.